# Yanmenguan
Yanmenguan (chinois simplifié : 雁门关 ; chinois traditionnel : 雁門關 ; pinyin : yànménguān), également nommé Xixingguan (西陉关 / 西陘關, xīxíngguān, situé dans la province du Shanxi, est le nom d'un passage de la Grande Muraille,.

## Référence au cinéma
- Construction des remparts de la "Porte des Oies Sauvages" dans Dragon Blade, un film de Daniel Lee avec Jackie Chan.